# Prionapteryx neotropicalis
Prionapteryx neotropicalis là một loài bướm đêm trong họ Crambidae.